# Carlos Galván (futbolista)
Carlos Galván (Pontevedra, Provincia de Buenos Aires, 28 de octubre de 1973) es un exfutbolista y director técnico argentino. Jugaba de defensa central.

## Trayectoria
Carlos Galván empezó su carrera como futbolista en el Racing Club de Avellaneda en el año de 1992, tuvo una destacada actuación en la Copa Libertadores 1997 donde llegaron hasta las semifinales siendo eliminados por el Sporting Cristal, tras 6 temporadas en el cuadro argentino fue transferido al Atlético Mineiro de Brasil en el año 1998. Tras sus buenas actuaciones fue fichado por el Santos donde jugó las temporadas 2000-2002 ganando el Campeonato Brasileño de Serie A en su última temporada como jugador santista.
Galván regresó a Argentina en 2002 para jugar en el Club Atlético Lanús. En 2004 tuvo su primera y única experiencia europea al fichar por el Ciudad de Murcia donde jugó solo seis meses, la otra mitad del año la terminó jugando por el Paysandu Sport Club en lo que sería su segunda etapa en el fútbol brasileño. Ha jugado también para el Club Olimpia de Paraguay (2005-2006), Argentinos Juniors (2004-2005) y Banfield de Argentina (2006-2007).
En el año 2007 fue transferido al Club Universitario de Deportes de la Primera División del Perú. Su debut con la camiseta crema se produjo el 25 de agosto ante Sport Boys, el encuentro finalizó 1-1. En la Copa Sudamericana 2007, enfrentaron al Atlético Nacional en lo que sería su primera participación internacional con el conjunto crema, quedando eliminados en primera ronda al perder 1-0 tanto de local como de visitante. Para la temporada 2008 fue una de las piezas más importantes para lograr el título del Torneo Apertura. Marcó su primer gol ante el Atlético Minero, gol que a la postre fue el del triunfo por 2-1 en el Monumental. Ese año también jugó la Copa Sudamericana 2008 contra Deportivo Quito.
Con la llegada de Juan Reynoso Guzmán en 2009, Galván fue nombrado capitán del equipo y disputó su primera Copa Libertadores con el cuadro merengue. Durante el torneo local Galván y todo el equipo mantuvo una regularidad que le permitió disputar los play-off ante Alianza Lima para definir el campeón nacional. El primer partido se disputó en Matute, el conjunto merengue logró una importante victoria por 1-0. En el partido de vuelta en el Monumental, los cremas vencieron por el mismo marcador con gol de Nolberto Solano logrando así su título 26 y el segundo de Galván como jugador de la «U».
En ese encuentro Galván sufrió una rotura de tabique tras chocar con su compatriota Leandro Fleitas. Al finalizar la temporada fue nombrado como el mejor defensa de 2009. Para la temporada 2010, Galván continuó como capitán y como uno de los referentes del club. El equipo se concentró en la Copa Libertadores 2010 donde compartieron grupo con Lanús, Libertad y Blooming, consiguiendo la clasificación a octavos de final luego de once años. En enero de 2012 fue fichado por la Universidad César Vallejo. Inició el año 2014 como asistente técnico en la Universidad Técnica de Cajamarca pero luego de que despidieron al entrenador, éste asumió la dirigencia del equipo.

## Clubes

### Como futbolista
| Club                      | País                | Año                 | PJ  | G  |
| ------------------------- | ------------------- | ------------------- | --- | -- |
| Racing Club               | Argentina           | 1992-1998           | 123 | 2  |
| Atlético Mineiro          | Brasil              | 1998-2000           | 28  | 1  |
| Santos                    | Brasil              | 2000-2002           | 20  | 1  |
| Lanús                     | Argentina           | 2002-2003           | 61  | 2  |
| Ciudad de Murcia          | España              | 2004                | 4   | 0  |
| Paysandu                  | Brasil              | 2004                | 9   | 0  |
| Argentinos Juniors        | Argentina           | 2005                | 38  | 1  |
| Olimpia                   | Paraguay            | 2005-2006           | 36  | 2  |
| Banfield                  | Argentina           | 2006-2007           | 37  | 1  |
| Universitario de Deportes | Perú                | 2007-2011           | 163 | 8  |
| Universidad César Vallejo | Perú                | 2012-2013           | 69  | 0  |
| Total en su carrera       | Total en su carrera | Total en su carrera | 588 | 18 |

### Como entrenador
| Club                       | País | Año       |
| -------------------------- | ---- | --------- |
| Univ. Técnica de Cajamarca | Perú | 2014      |
| Serrato Pacasmayo          | Perú | 2015-2016 |
| Los Caimanes               | Perú | 2017      |
| Sport Loreto               | Perú | 2018      |
| Deportivo Hualgayoc        | Perú | 2018      |
| Sport Chavelines           | Perú | 2019      |

## Estadísticas como entrenador
| Univ. Técnica de Cajamarca · Perú | 1.ª                 | 2014                | 5  | 0  | 4  | 1  | 3 | 1 | 1 | 1 | - | - | - | - | - | - | - | - | 8  | 1  | 5  | 2  | 33.33% |
| Univ. Técnica de Cajamarca · Perú | Total               | Total               | 5  | 0  | 4  | 1  | 3 | 1 | 1 | 1 | - | - | - | - | - | - | - | - | 8  | 1  | 5  | 2  | 33.33% |
| Serrato Pacasmayo · Perú          | 2.ª                 | 2015                | 19 | 9  | 4  | 6  | - | - | - | - | - | - | - | - | - | - | - | - | 19 | 9  | 4  | 6  | 54.39% |
| Serrato Pacasmayo · Perú          | 2.ª                 | 2016                | 12 | 2  | 4  | 6  | - | - | - | - | - | - | - | - | - | - | - | - | 12 | 2  | 4  | 6  | 27.78% |
| Serrato Pacasmayo · Perú          | Total               | Total               | 31 | 11 | 8  | 12 | - | - | - | - | - | - | - | - | - | - | - | - | 31 | 11 | 8  | 12 | 44.08% |
| Los Caimanes · Perú               | 2.ª                 | 2017                | 16 | 5  | 2  | 9  | - | - | - | - | - | - | - | - | - | - | - | - | 16 | 5  | 2  | 9  | 35.42% |
| Los Caimanes · Perú               | Total               | Total               | 16 | 5  | 2  | 9  | - | - | - | - | - | - | - | - | - | - | - | - | 16 | 5  | 2  | 9  | 35.42% |
| Sport Loreto · Perú               | 2.ª                 | 2018                | 8  | 2  | 1  | 5  | - | - | - | - | - | - | - | - | - | - | - | - | 8  | 2  | 1  | 5  | 29.17% |
| Sport Loreto · Perú               | Total               | Total               | 8  | 2  | 1  | 5  | - | - | - | - | - | - | - | - | - | - | - | - | 8  | 2  | 1  | 5  | 29.17% |
| Deportivo Hualgayoc · Perú        | 2.ª                 | 2018                | 15 | 6  | 5  | 4  | - | - | - | - | - | - | - | - | - | - | - | - | 15 | 6  | 5  | 4  | 51.11% |
| Deportivo Hualgayoc · Perú        | Total               | Total               | 15 | 6  | 5  | 4  | - | - | - | - | - | - | - | - | - | - | - | - | 15 | 6  | 5  | 4  | 51.11% |
| Total en su carrera               | Total en su carrera | Total en su carrera | 75 | 25 | 20 | 30 | 3 | 1 | 1 | 1 | - | - | - | - | - | - | - | - | 78 | 26 | 21 | 31 | 42.3%  |
| 1. 2.                             |                     |                     |    |    |    |    |   |   |   |   |   |   |   |   |   |   |   |   |    |    |    |    |        |

## Palmarés

### Como futbolista

#### Campeonatos nacionales
| Título           | Club                      | País   | Año  |
| ---------------- | ------------------------- | ------ | ---- |
| Serie A          | Santos Futebol Clube      | Brasil | 2002 |
| Torneo Apertura  | Universitario de Deportes | Perú   | 2008 |
| Primera División | Universitario de Deportes | Perú   | 2009 |

#### Copas regionales
| Título             | Club                   | Estado       | Año  |
| ------------------ | ---------------------- | ------------ | ---- |
| Campeonato Mineiro | Clube Atlético Mineiro | Minas Gerais | 1999 |
| Campeonato Mineiro | Clube Atlético Mineiro | Minas Gerais | 2000 |

#### Distinciones individuales
| Distinción                                                                                            | Año  |
| --- | ---- |
| Incluido en el equipo ideal del Campeonato Descentralizado según el portal periodístico DeChalaca.com | 2009 |
| Mejor Defensa del Campeonato Descentralizado.                                                         | 2009 |
| Incluido en el equipo ideal del Campeonato Descentralizado según DeChalaca.com                        | 2010 |